# Phomopsis obscurans
Phomopsis obscurans är en svampart som först beskrevs av Ellis & Everh., och fick sitt nu gällande namn av B. Sutton 1965. Phomopsis obscurans ingår i släktet Phomopsis och familjen Diaporthaceae.   Inga underarter finns listade i Catalogue of Life.